# Championnat d'Écosse de football 1914-1915
Navigation
Édition précédente Édition suivante
La 25e édition du championnat d'Écosse de football est remportée par le Celtic FC. C’est le douzième titre de champion du club, le deuxième consécutif. Ils gagnent avec quatre points d’avance sur le Heart of Midlothian. Les Rangers FC complètent le podium.
Contrairement à ses voisins anglais et nord-irlandais, le championnat d'Écosse ne s’interrompt pas pendant la Première Guerre mondiale.
À la fin de la 24e saison, aucun club ne quitte la première division. Les mêmes 20 équipes sont conservées pour la saison 1914-1915.
Avec 29 buts marqués en 38 matchs, Tom Gracie de Heart of Midlothian et James Richardson d’Ayr United remportent conjointement le titre de meilleur buteur du championnat.

## Les clubs de l'édition 1914-1915
| Club                              | Ville      |
| --------------------------------- | ---------- |
| Aberdeen Football Club            | Aberdeen   |
| Ayr United Football Club          | Ayr        |
| Airdrieonians Football Club       | Airdrie    |
| Celtic Football Club              | Glasgow    |
| Clyde Football Club               | Glasgow    |
| Dumbarton Football Club           | Dumbarton  |
| Dundee Football Club              | Dundee     |
| Falkirk Football Club             | Falkirk    |
| Greenock Morton Football Club     | Greenock   |
| Hamilton Academical Football Club | Hamilton   |
| Heart of Midlothian Football Club | Édimbourg  |
| Hibernian Football Club           | Leith      |
| Kilmarnock Football Club          | Kilmarnock |
| Motherwell Football Club          | Motherwell |
| Partick Thistle Football Club     | Glasgow    |
| Queen's Park Football Club        | Glasgow    |
| Raith Rovers Football Club        | Kirkcaldy  |
| Rangers Football Club             | Glasgow    |
| Saint Mirren Football Club        | Paisley    |
| Third Lanark Athletic Club        | Glasgow    |

## Compétition

### Classement
Le classement est établi sur le barème de points classique (victoire à 2 points, match nul à 1, défaite à 0).
| Rang | Équipe              | Pts | J  | G  | N  | P  | Bp | Bc | Diff |
| ---- | ------------------- | --- | -- | -- | -- | -- | -- | -- | ---- |
| 1    | Celtic FC           | 65  | 38 | 30 | 5  | 3  | 91 | 25 | +66  |
| 2    | Heart of Midlothian | 61  | 38 | 27 | 7  | 4  | 83 | 32 | +51  |
| 3    | Rangers FC          | 50  | 38 | 23 | 4  | 11 | 74 | 47 | +27  |
| 4    | Greenock Morton     | 48  | 38 | 18 | 12 | 8  | 74 | 48 | +26  |
| 5    | Ayr United          | 48  | 38 | 20 | 8  | 10 | 55 | 40 | +15  |
| 6    | Falkirk FC          | 39  | 38 | 16 | 7  | 15 | 48 | 48 | 0    |
| 7    | Partick Thistle FC  | 38  | 38 | 15 | 8  | 15 | 56 | 58 | -2   |
| 8    | Hamilton Academical | 38  | 38 | 16 | 6  | 16 | 60 | 55 | +5   |
| 9    | Saint Mirren        | 36  | 38 | 14 | 8  | 16 | 56 | 65 | -9   |
| 10   | Hibernian FC        | 35  | 38 | 12 | 11 | 15 | 59 | 66 | -7   |
| 11   | Airdrieonians       | 35  | 38 | 14 | 7  | 17 | 54 | 60 | -6   |
| 12   | Dumbarton FC        | 34  | 38 | 13 | 8  | 17 | 51 | 66 | -15  |
| 13   | Kilmarnock FC       | 34  | 38 | 15 | 4  | 19 | 55 | 59 | -4   |
| 14   | Dundee FC           | 33  | 38 | 12 | 9  | 17 | 46 | 61 | -15  |
| 15   | Aberdeen FC         | 33  | 38 | 11 | 11 | 16 | 39 | 52 | -13  |
| 16   | Third Lanark AC     | 32  | 38 | 10 | 12 | 16 | 51 | 57 | -6   |
| 17   | Clyde FC            | 30  | 38 | 12 | 6  | 20 | 44 | 59 | -15  |
| 18   | Motherwell FC       | 30  | 38 | 10 | 10 | 18 | 49 | 66 | -17  |
| 19   | Raith Rovers        | 28  | 38 | 9  | 10 | 19 | 53 | 68 | -15  |
| 20   | Queen's Park FC     | 13  | 38 | 4  | 5  | 29 | 27 | 90 | -63  |

|  | Champion d'Écosse |
|  | Relégation        |

## Bilan de la saison
| Tableau d'Honneur                |                    |
| Compétition                      | Vainqueur          |
| Championnat d'Écosse de football | Celtic FC          |
| Coupe d'Écosse de football       | Pas de compétition |

| Promotions et relégations |       |
| Promus                    | Aucun |
| Relégués                  | Aucun |

## Statistiques

### Meilleur buteur
- Tom Gracie, Heart of Midlothian, 29 buts
- James Richardson, Ayr United, 29 buts